# Felix von Kraus
Felix Kraus, od roku 1864 rytíř von Kraus (20. března 1805 Jindřichov, Rakouské Slezsko – 28. února 1875 ve Vídni) byl rakouský vojenský lékař.

## Život
Kraus nejprve studoval filozofii na Vídeňské univerzitě. V roce 1824 vstoupil do Císařské armády do polní lékařské služby jako stážista. V následujícím roce se stal pomocným lékařem u pěchotního pluku 45. Poté navštěvoval pokročilý vyučovací kurz na Lékařské a chirurgické josefské akademii ve Vídni, zde získal doktorát medicíny a chirurgie. Následoval magisterský titul v oboru oftalmologie a porodnictví.
Poté pracoval od roku 1832 jako plukovní lékař v různých pěších plucích. Během této doby si získal pozornost ve vědeckých kruzích. V roce 1836 mu byla udělena vědecká cena za zodpovězení akademické cenové otázky „O střevních vředech v nervových horečkách“. V roce 1841 následovala cena za „Zvláštnosti a nemoci armády“.
Od roku 1837 Kraus pracoval jako plukovní lékař v Praze a také studoval na Karlově univerzitě v Praze. V roce 1846 byl krátce převelen do Galicie a v roce 1848 byl poprvé konzultován v důležitých záležitostech armády. V roce 1850 byl jmenován štábním lékařem. V roce 1851 byl pověřen lékařským ředitelstvím na Státním generálním velení v Praze a ve stejném roce byl jmenován generálním ředitelem na Státním generálním velení v Maďarsku. V roce 1854 byl jmenován vedoucím lékařského ředitelství provozní III. armády.
V roce 1859 byl Kraus povýšen na vojenského důstojníka. Jeho stálý profesní vzestup jej v roce 1861 přivedl k pověření organizační komise vojenského polního lékařství a jejímu uspořádání při ministerstvu války. V roce 1864 byl jmenován lékařem generálního štábu císařské armády. Byl konzultantem ministerstva války pro lékařské záležitosti. Do penze odešel v roce 1867. Důvodem k odchodu do penze bylo, že v roce 1866 nebylo Rakousko členem Červeného kříže a cítil se tím být vinen.
Byl povýšen do rytířského stavu jako rytíř s přídomkem von Kraus. Mezi jeho syny patřil historik Viktor von Kraus a doktor generálního štábu Carl von Kraus, jeho vnuky byli zpěvák Felix von Kraus a germanista Carl von Kraus.

## Vojenské lékařství
Kraus byl považován za hlubokého odborníka rakouského vojenského zdravotnického systému. Během svého funkčního období přepracoval polní lékařskou službu v Maďarsku. Kromě toho se zasloužil o zavedení lodních sanitek a stanových nemocnic. Z jeho iniciativy byla zavedena izolace nakažlivě nemocných. Během jeho působení na vídeňském ministerstvu války byl standardizován výcvik vojenských lékařů a byl reorganizován vojenský lékařský výbor.
Přes jeho neúnavný boj proti nedostatkům ve vojenském zdravotnickém systému byl široce uznáván. Arcivévoda Albrecht při jeho pohřbu řekl: „Byl vyznamenán jako lékař, jakož i osoba a státní úředník. Sdílím Vaši bolest.„

## Dílo (výběr)
- Zvláštnosti a nemoci armády, 1841.
- Pokyny pro praktickou vojenskou lékařskou službu, 2 svazky, 1844.
- Systematické zastoupení vojenské lékařské služby v 2 Armáda v míru a na poli , 2 svazky, 1858.
- Systém nemocného rozptylování jako prostředek ochrany před epidemiemi v míru a proti ničivým nákazám ve válce, 1861.

## Galerie

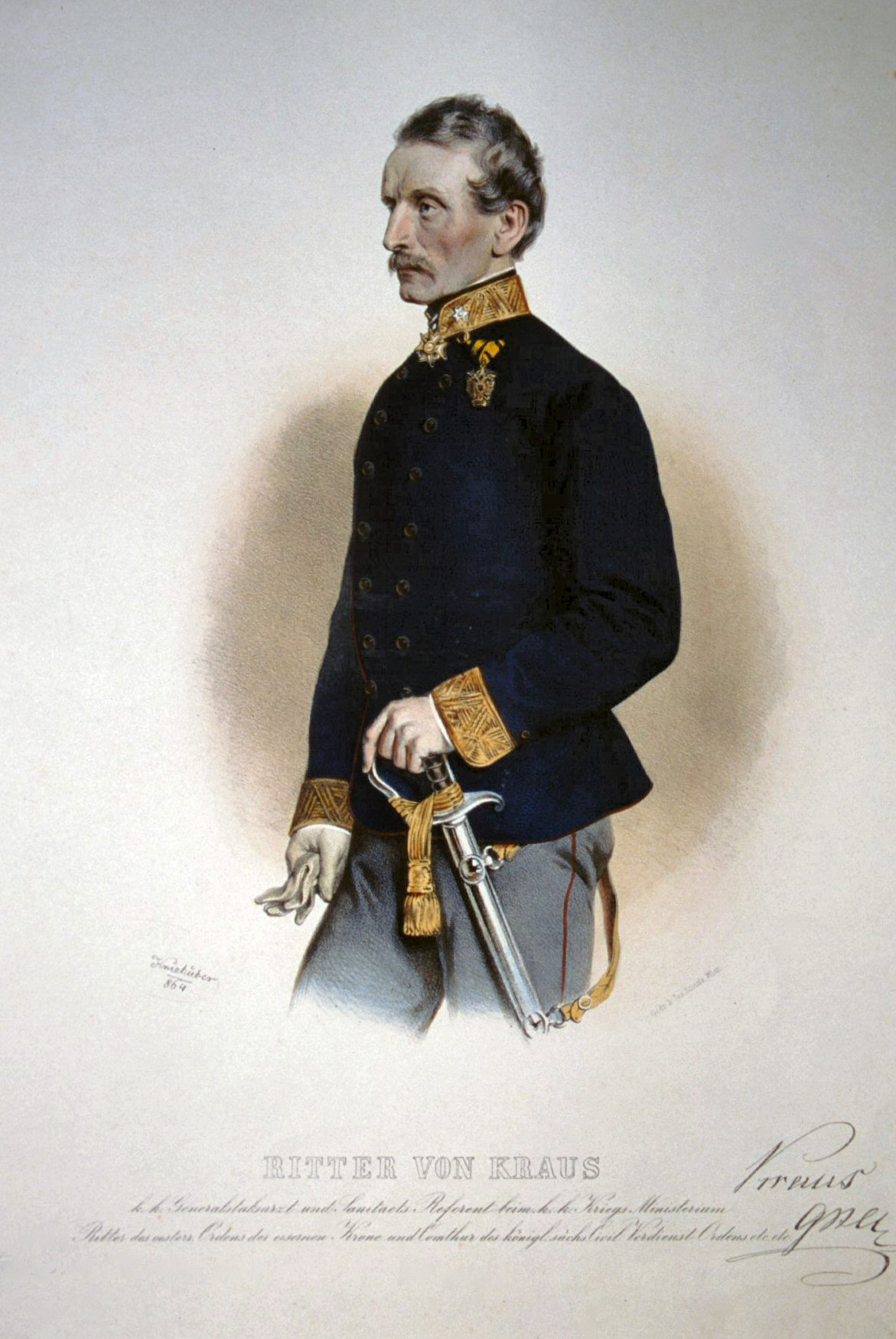
Felix von Kraus